# Rabod von Kröcher
Rabod Wilhelm von Kröcher (* 30. Juni 1880 in Voigtsbrügge, Kreis Ostprignitz; † 25. Dezember 1945 in Groß Brunsrode, Landkreis Helmstedt) war ein deutscher Springreiter und Olympiateilnehmer.

## Leben

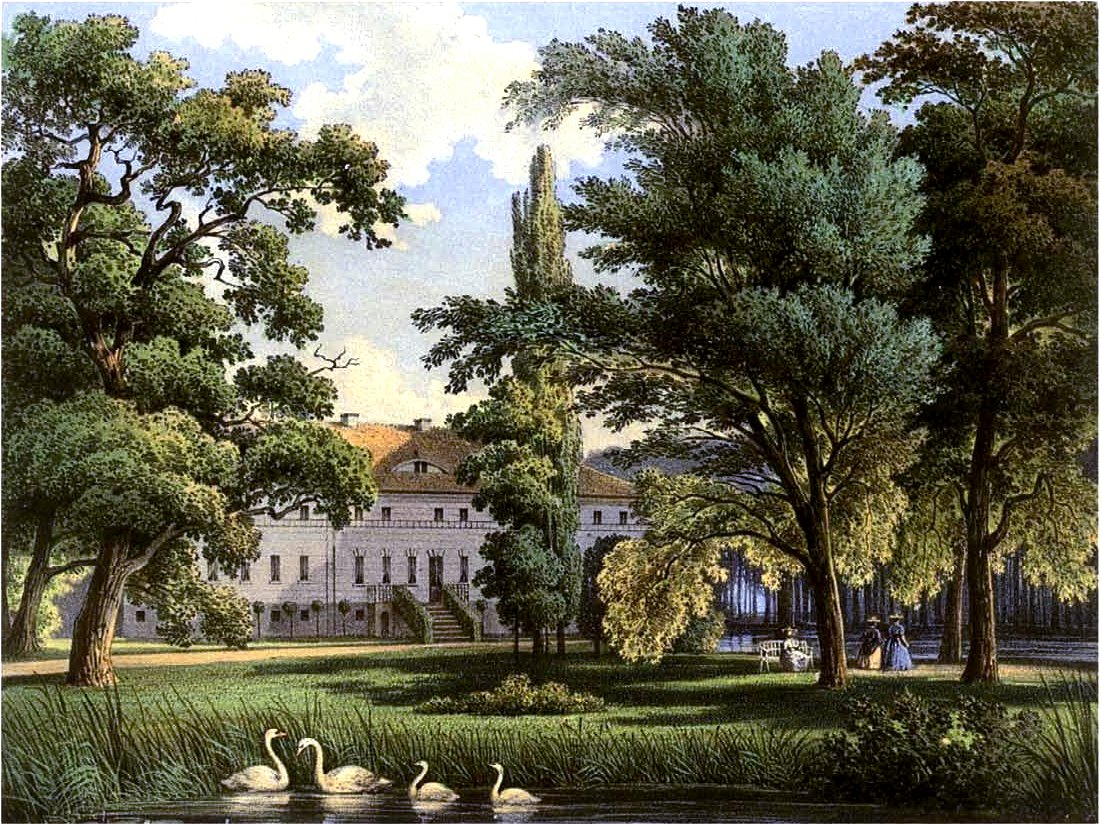
Schloss Vinzelberg um 1860/61, Sammlung Alexander Duncker

Seine Eltern waren der Gutsbesitzer und Politiker Jordan von Kröcher (1846–1918) und Luise von Krosigk (1855–??). Rabod von Kröcher besuchte das Evangelisch Stiftische Gymnasium Gütersloh, wo er 1900 auch die Reifeprüfung ablegte. Er studierte zunächst an der Ruprecht-Karls-Universität Heidelberg. 1900 wurde er im Corps Saxo-Borussia Heidelberg recipiert. Er verließ die Universität ohne akademischen Abschluss und ging zur Kavallerie. 1910 war er Leutnant im Kürassier-Regiment „Kaiser Nikolaus I. von Russland“ (Brandenburgisches) Nr. 6 in Brandenburg. Insgesamt war er von 1901 bis 1913 in dieser Einheit, dann wechselte Kröcher als Oberleutnant, nachmals Rittmeister d. R., in das Gardes du Corps.
Er nahm 1912 am Springreiten der Olympischen Sommerspiele in Stockholm teil und gewann auf seinem Pferd Dohna die Silbermedaille im Springreiten-Einzel. Er erreichte 186 Punkte und verlor gegen den punktgleichen erstplatzierten Franzosen Jean Cariou auf Mignon im Stechen. Mit Harry von Rochow-Reckahn nahm noch ein weiterer Grundbesitzer erfolgreich an den Spielen teil.
Nach dem Ersten Weltkrieg schied er als Rittmeister aus dem Militärdienst aus. Er übernahm als Fideikommissherr das seit vielen Generationen im Besitz seiner Familie befindliche Rittergut Vinzelberg, auf dem er bis zu seiner Enteignung 1945 lebte. Voigtsbrügge, ebenfalls ursprünglich ein Familienfideikommiss, hielt er nachweislich bis in die Mitte der 1920er Jahre.
Kröcher war seit 1921 mit der Tochter der Marianne von Schwichow und des Werner von Rundstedt, Freda von Rundstedt-Badingen-Schönfeld  (* 1901 in Stendal; † 1991 in Braunschweig), verheiratet. Mit ihr hatte er drei Söhne. Rabod von Kröcher wurde 1917 Ehrenritter und später Rechtsritter im Johanniterorden. Mit seiner Ehefrau war Kröcher Mitglied der Landesabteilung Magdeburg der Deutschen Adelsgenossenschaft.